# Мадам (фильм, 2017)
«Мадам» (фр. Madame) — французский комедийный фильм режиссёра Аманды Штерс.
Премьера фильма состоялась 14 сентября 2017 года.

## Сюжет
Богатые супруги-американцы Энн и Боб в Париже ждут гостей на званый ужин. Среди гостей должен быть и лорд-мэр Лондона с мужем. Выясняется, что за столом будет сидеть тринадцать человек, так как неожиданно приезжает сын Боба от первого брака. Суеверная Энн просит служанку присоединиться к трапезе. Мария оказывается за столом инкогнито, и в неё влюбляется консультант по изобразительному искусству, который принимает служанку за особу королевской крови.

## В ролях
- Тони Коллетт — Энн
- Харви Кейтель — Боб
- Росси де Пальма — Мария
- Майкл Смайли — Дэвид Морган
- Том Хьюз — Стивен, сын Боба
- Кристиан Абарт
- Жозефин де ла Буме
- Тим Феллингэм
- Виолэйн Джилиберт
- Станислас Мерхар

## Производство
Съёмки фильма начались в Париже 20 июля 2016 года и продолжились 6 недель.

## Критика
Фильм получил смешанные отзывы кинокритиков. На сайте Rotten Tomatoes фильм имеет рейтинг 41 % на основе 34 рецензий со средним баллом 5,39 из 10. На сайте Metacritic фильм имеет оценку 45 из 100 на основе 6 рецензий критиков, что соответствует статусу «смешанные или средние отзывы».